# دمى قبيحة
دمى قبيحة (بالإنجليزية: UglyDolls)‏ هو فيلم رسوم متحركة صيني أمريكي في كندا تم إصداره في عام 2019، من إخراج كيلي أسبوري.

## القصة
مغامرات ثلاث دُمى مفعمة بالحيوية يواجهون المعنى الحقيقي لأن تكون مختلفًا، ويناضلوا من أجل أن يكونوا محبوبين، ثم يكتشفون أنه لا يجب أن تكون كاملًا لكى تصبح رائعًا، مايهم هو ما أنت عليه فعلًا.

## وصلات خارجية
- دمى قبيحة على موقع IMDb (الإنجليزية)
- دمى قبيحة على موقع ميتاكريتيك (الإنجليزية)
- دمى قبيحة على موقع روتن توميتوز (الإنجليزية)
- دمى قبيحة على موقع قاعدة بيانات الأفلام العربية
- دمى قبيحة على موقع ألو سيني (الفرنسية)
- دمى قبيحة على موقع Turner Classic Movies (الإنجليزية)
- دمى قبيحة على موقع بوكس أوفيس موجو (الإنجليزية)
- دمى قبيحة على موقع فيلمافينيتي (الإسبانية)
- دمى قبيحة على موقع قاعدة بيانات الفيلم (الإنجليزية)
- دمى قبيحة على موقع ليتربوكسد (الإنجليزية)